# The Legend of Zelda: Tri Force Heroes
The Legend of Zelda: Tri Force Heroes (ゼルダの伝説 トライフォース3銃士 Zeruda no Densetsu: Toraifōsu San-jūshi?) är ett spel i Nintendos spelserie The Legend of Zelda. Spelet släpptes till Nintendo 3DS i oktober 2015. Tri Force Heroes är det artonde spelet i serien och det andra som har utvecklats specifikt till Nintendo 3DS.

## Spelupplägg
Spelet använder samma grafik som The Legend of Zelda: A Link Between Worlds. Spelet liknar Four Swords och Four Swords Adventures då flera spelare samarbetar för att ta sig framåt, med skillnaden att man är tre spelare samtidigt istället för två till fyra.

### Fotnoter
1. ↑  ”Zelda: Tri Force Heroes Release A Date October 23”. Nintendo News. Arkiverad från originalet den 9 augusti 2015. https://web.archive.org/web/20150809173942/http://nintendonews.com/2015/08/zelda-tri-force-heroes-release-date-october-23/. Läst 10 augusti 2015.